# Ernst Schrott
Ernst Schrott (* 5. Januar 1951; † 22. Oktober 2021 in Regensburg) war ein deutscher Sachbuchautor und in der Ayurveda-Heilkunde tätiger Arzt.
Schrott promovierte 1979 an der Ludwig-Maximilians-Universität München in Humanmedizin. Seine medizinische Ausbildung absolvierte er als Stabsarzt bei der Bundeswehr in Regensburg. Nach der Tätigkeit in den Stationen Orthopädie und Rheumatologie in der Orthopädischen Klinik des Rheumazentrums Bad Abbach in den Jahren 1980–1982 wechselte er 1982 in die Station Anästhesie. Von 1982 bis 1984 arbeitete er in einer Gemeinschaftspraxis für Naturheilverfahren und Allgemeinmedizin in Bad Abbach. 1984 war er in der Akutklinik für Innere Medizin in Augsburg-Deuringen  in den Bereichen Klinische Medizin und Naturheilverfahren tätig.
Ab 1984 wandte Schrott den Ayurveda in der täglichen Praxis intensiv an und absolvierte bis 1990 Zusatzausbildungen für Akupunktur, Homöopathie, Chirotherapie und Balneologie. 1993 gründete er seine eigene Praxis in Regensburg.
Schrott war ab 1983 (Gründungs-)mitglied und bis zu seinem Tod Vorstandsmitglied der Deutschen Gesellschaft für Ayurveda, der ersten ayurvedischen Ärztevereinigung außerhalb Indiens. Gemeinsam mit Wolfgang Schachinger gründete Schrott die Deutsche Ayurveda Akademie.

## Publikationen (Auswahl)
- Weihrauch. Aurum, 2003, ISBN 3899010132 (eingeschränkte Vorschau in der Google-Buchsuche).
- Ayurveda für jeden Tag. Goldmann, 2003, ISBN 3442390613 (eingeschränkte Vorschau in der Google-Buchsuche).
- Die köstliche Küche des Ayurveda. Goldmann, 2004, ISBN 344216639X (eingeschränkte Vorschau in der Google-Buchsuche).
- mit J. Ramanuja Raju, Stefan Schrott: Marmatherapie. Goldmann, 2009, ISBN 3442391792 (eingeschränkte Vorschau in der Google-Buchsuche).
- Ayurveda Grundlagen und Anwendungen. Trias, 2016, ISBN 3432102585